# Elena di Borbone-Spagna
Elena di Borbone-Spagna (nome completo in spagnolo Elena María Isabel Dominica de Silos de Borbón y de Grecia; Madrid, 20 dicembre 1963) è un'infanta spagnola.
Primogenita del re Juan Carlos I e della regina Sofia e sorella maggiore del re Filippo VI e dell'infanta Cristina, è terza in linea di successione al trono dopo le nipoti Leonor e Sofia. Ha partecipato a molti eventi ufficiali, essendosi recata in rappresentanza della famiglia reale in Germania, Regno Unito, Stati Uniti d'America, Argentina, Giappone, Perù, e Filippine.

## Biografia
Elena María Isabel Dominica de Silos de Borbón y Grecia è nata a Madrid, nello Stato Spagnolo, il 20 dicembre 1963, alle 14:10, nella clinica di Nuestra Señora de Loreto. Fu battezzata dal nunzio apostolico in Spagna, Antonio Riberi, il 27 dicembre dello stesso anno nel palazzo della Zarzuela. I suoi padrini furono sua nonna paterna, María de las Mercedes, contessa di Barcellona, e l'infante Alfonso María Francisco Antonio Diego de Orleans y Borbón.

### Formazione scolastica
Ha frequentato i suoi studi di base presso il Colegio de Santa María del Camino e poi ha studiato pedagogia presso la Escuela Universitaria de Magisterio ESCUNI di Madrid, laureandosi nel 1986 in inglese.
Dopo aver lavorato come insegnante di inglese presso il Colegio de Santa María del Camino e aver frequentato un corso specializzato di sociologia e educazione a Exeter, in Gran Bretagna e Irlanda del Nord, ha completato i suoi studi presso la Universidad Pontificia Comillas di Madrid, dove ha conseguito la laurea in scienze dell'educazione nel giugno 1993. Oltre allo spagnolo, l'infanta parla anche inglese e francese.

### Matrimonio e discendenza
L'infanta ha studiato letteratura francese a Parigi, in Francia, ove nel 1987 conobbe Jaime Rafael Ramos María de Marichalar y Sáenz de Tejada, quarto dei sei figli dei conti di Ripalda Amalio de Marichalar y Bruguera e di María de la Concepción Sáenz de Tejada y Fernández de Bobadilla.
Si sono sposati il 18 marzo 1995, nella Catedral de Santa María de la Sede de Sevilla; in tale occasione suo padre le ha conferito il titolo di duchessa di Lugo a vita.
La coppia ha avuto due figli: 
- Felipe Juan Froilán de Todos los Santos de Marichalar y de Borbón (nato il 17 luglio 1998)
- Victoria Federica de Todos los Santos de Marichalar y de Borbón (nata il 9 settembre 2000)

### Divorzio
Il 13 novembre 2007, la Casa Reale ha annunciato la "cessazione temporanea della sua convivenza matrimoniale" con il duca di Lugo, affermando che ciò non significava la separazione definitiva e permettendo, per tutta la durata della separazione, che suo marito continuasse ad usare il titolo di duca di Lugo come consorte. Dopo tredici anni di matrimonio, l'infanta si è trasferita in un'altra casa in un'area vicina al vecchio domicilio della coppia. Alcune informazioni al riguardo sono state motivo di polemiche mediatiche, come i presunti problemi sorti in relazione ai figli minori e, in misura maggiore, il fatto che, secondo la rivista Época, l'infanta utilizzava contro il marito il «consumo occasionale di cocaina» per giustificare la domanda di nullità canonica.
Nel novembre 2009, diversi media spagnoli hanno affermato che il divorzio dei duchi di Lugo sarebbe essere annunciato a breve. Il 25 novembre 2009 gli avvocati di entrambe le parti hanno confermato in un comunicato stampa che i duchi avevano avviato le procedure di «reciproco e comune accordo» con la firma di un accordo regolatore. Anche se in questo comunicato non si fa menzione di una richiesta di nullità ecclesiastica del matrimonio. Il 15 dicembre 2009 i duchi hanno firmato la ratifica del loro accordo di divorzio davanti a un giudice presso il Tribunale di Famiglia numero 22 di Madrid. Ai nobili è stato concesso il privilegio di accedere alla sede del tribunale per degli edifici non aperti al pubblico per evitare di essere visti. Pochi giorni dopo, con la firma della sentenza da parte del giudice, è avvenuto il divorzio. Il fascicolo del divorzio dei due è stato depositato in una cassaforte di grado di sicurezza IV appartenente al tribunale in cui è stato condotto il procedimento. Questa misura insolita è stata adottata per evitare il furto del fascicolo.
Il 21 gennaio 2010 è stato iscritto all'anagrafe della famiglia reale l'accordo di divorzio, per cui è divorziata legalmente da quel giorno, anche se questo non è stato reso noto dalla Casa Reale fino al 9 febbraio 2010.
È stato annunciato ufficialmente il 9 febbraio 2010 che a Jaime Rafael Ramos María de Marichalar y Sáenz de Tejada non era più permesso usare il titolo ducale e che egli non era più considerato un membro ufficiale della famiglia reale spagnola.

### Attività lavorative e imprenditoriale
L'infanta ha acquistato, il 10 dicembre 2007, Global Cinoscéfalos, una società a responsabilità limitata con un capitale di 3600 € il cui oggetto sociale consisteva, tra l'altro, nella «consulenza in materia economica contabile e finanziaria», nonché «la promozione e la realizzazione di azioni urbanistiche per l'avviamento, la costruzione, la locazione o qualsiasi altra forma di gestione di centri commerciali per il tempo libero o alberghi». L'amministratore unico di questa società era Luis Carlos García Revenga, consigliere dell'infante e di sua sorella Cristina Federica Victoria Antonia e azionista dell'Istituto Nóos. Dieci giorni dopo la notizia dell'acquisizione dell'azienda, la Casa Reale ha annunciato l'inizio del processo di scioglimento dell'azienda, senza che la società avesse iniziato le sue attività.
Nel luglio 2008, la Casa di Sua Maestà il Re ha annunciato il contratto dell'infanta con la Fundación MAPFRE, nella quale dirige l'area di Azione Sociale, una delle cinque aree della fondazione presieduta da José Manuel Martínez Martínez.
Nel 2008 è stato reso noto che la fondazione riceveva una remunerazione di 200.000 € l'anno. L'infanta vive in un appartamento di 468 m² nel quartiere del Niño Jesús di Madrid, valutato a quasi due milioni di euro.
Nel 2020, diversi media hanno pubblicato che, per almeno tre anni fiscali, l'infanta, come sua sorella, ha utilizzato carte opache per pagare spese personali, i cui principali beneficiari sarebbero stati i suoi figli Felipe Juan Froilán e Victoria Federica. Questi fondi provenivano da denaro non dichiarato all'Agenzia delle Entrate depositato in un conto segreto gestito per conto di suo padre Juan Carlos Alfonso Víctor María, indagato per corruzione. Su questo canale di finanziamento sarebbero circolati più di 250 000 euro.

### Vita successiva come sorella del re
Il 19 giugno 2014 ha smesso legalmente di far parte della famiglia reale entrando a far parte della "famiglia del re", senza che ciò comportasse la perdita degli onori e dei trattamenti protocollari acquisiti con la proclamazione di suo padre a re, anche se non percepisce più l'assegno fisso stipulato dai bilanci per la monarchia e non ha più un'agenda stabile nel cast dei componenti della famiglia reale. Tuttavia, la Casa del Re ha ufficialmente registrato come attività istituzionale la sua partecipazione alle esequie di María del Rosario Cayetana Paloma Alfonsa Victoria Eugenia Fernanda Teresa Francisca de Paula Lourdes Antonia Josefa Fausta Rita Castor Dorotea Santa Esperanza Fitz-James Stuart y Silva Falcó y Gurtubay, duchessa d'Alba. Aspetto non discordante, se si considera che fu la stessa duchessa di Lugo a presentare le condoglianze alla famiglia della defunta, in nome della Corona, in occasione del funerale del secondo marito della duchessa, Jesús Aguirre y Ortiz de Zárate, agli albori del secolo. Inoltre, sia lei che il suo ex marito hanno sempre mantenuto legami molto stretti con i rappresentanti dell'aristocrazia tradizionale. L'infanta, dopo I'ascesa al trono di suo fratello come re e capo di Stato, approfitta da allora per dare più attenzione alla sua vita privata, ai suoi hobby e piaceri come l'equitazione. In quattordici anni di convivenza coniugale, lei e suo marito sono stati testimoni più che frequenti, di eventi di aristocrazia e alta società. Vale anche la pena notare che la sua percezione pubblica ha evitato il degrado che in termini di valore hanno subito sia sua sorella che suo cognato, accusati di vari crimini, anche se questo ha comportato il distacco tra i suoi due fratelli.
Puntualmente, rappresenta suo fratello in modo ufficiale e si reca spesso a numerosi eventi sociali e culturali.

### Onorificenze spagnole

Lo stemma personale dell'infanta Elena come duchessa di Lugo.

Lo stendando personale di Sua Altezza Reale l’infanta Elena come duchessa di Lugo.

## Albero genealogico
|                                       |                        |                                       | Genitori                                              |  |  | Nonni |  |  | Bisnonni               |  |  | Trisnonni             |  |
|                                       |                        |                                       |                                                       |  |  |       |  |  | Alfonso XIII di Spagna |  |  | Alfonso XII di Spagna |  |
|                                       |                        |                                       |                                                       |  |  |       |  |  | Alfonso XIII di Spagna |  |  | Alfonso XII di Spagna |  |
|                                       |                        | Maria Cristina d'Asburgo-Teschen      |                                                       |  |  |       |  |  | Alfonso XIII di Spagna |  |  |                       |  |
| Giovanni di Borbone-Spagna            |                        |                                       |                                                       |  |  |       |  |  | Alfonso XIII di Spagna |  |  |                       |  |
|                                       |                        | Vittoria Eugenia di Battenberg        | Enrico di Battenberg                                  |  |  |       |  |  |                        |  |  |                       |  |
|                                       |                        | Vittoria Eugenia di Battenberg        | Enrico di Battenberg                                  |  |  |       |  |  |                        |  |  |                       |  |
|                                       |                        | Vittoria Eugenia di Battenberg        | Beatrice di Sassonia-Coburgo-Gotha                    |  |  |       |  |  |                        |  |  |                       |  |
| Juan Carlos I di Spagna               |                        | Vittoria Eugenia di Battenberg        |                                                       |  |  |       |  |  |                        |  |  |                       |  |
|                                       |                        | Carlo Tancredi di Borbone-Due Sicilie | Alfonso di Borbone-Due Sicilie                        |  |  |       |  |  |                        |  |  |                       |  |
|                                       |                        | Carlo Tancredi di Borbone-Due Sicilie | Alfonso di Borbone-Due Sicilie                        |  |  |       |  |  |                        |  |  |                       |  |
|                                       |                        | Carlo Tancredi di Borbone-Due Sicilie | Maria Antonietta di Borbone-Due Sicilie               |  |  |       |  |  |                        |  |  |                       |  |
| Maria Mercedes di Borbone-Due Sicilie |                        | Carlo Tancredi di Borbone-Due Sicilie |                                                       |  |  |       |  |  |                        |  |  |                       |  |
|                                       |                        | Luisa d'Orléans                       | Luigi Filippo Alberto d'Orléans                       |  |  |       |  |  |                        |  |  |                       |  |
|                                       |                        | Luisa d'Orléans                       | Luigi Filippo Alberto d'Orléans                       |  |  |       |  |  |                        |  |  |                       |  |
|                                       |                        | Luisa d'Orléans                       | Maria Isabella d'Orléans                              |  |  |       |  |  |                        |  |  |                       |  |
| Elena di Borbone-Spagna               |                        | Luisa d'Orléans                       |                                                       |  |  |       |  |  |                        |  |  |                       |  |
|                                       | Costantino I di Grecia | Giorgio I di Grecia                   |                                                       |  |  |       |  |  |                        |  |  |                       |  |
|                                       | Costantino I di Grecia | Giorgio I di Grecia                   |                                                       |  |  |       |  |  |                        |  |  |                       |  |
|                                       | Costantino I di Grecia | Olga Konstantinovna Romanova          |                                                       |  |  |       |  |  |                        |  |  |                       |  |
| Paolo I di Grecia                     | Costantino I di Grecia |                                       |                                                       |  |  |       |  |  |                        |  |  |                       |  |
|                                       |                        | Sofia di Prussia                      | Federico III di Germania                              |  |  |       |  |  |                        |  |  |                       |  |
|                                       |                        | Sofia di Prussia                      | Federico III di Germania                              |  |  |       |  |  |                        |  |  |                       |  |
|                                       |                        | Sofia di Prussia                      | Vittoria di Sassonia-Coburgo-Gotha                    |  |  |       |  |  |                        |  |  |                       |  |
| Sofia di Grecia                       |                        | Sofia di Prussia                      |                                                       |  |  |       |  |  |                        |  |  |                       |  |
|                                       |                        | Ernesto Augusto III di Brunswick      | Ernesto Augusto, duca di Cumberland                   |  |  |       |  |  |                        |  |  |                       |  |
|                                       |                        | Ernesto Augusto III di Brunswick      | Ernesto Augusto, duca di Cumberland                   |  |  |       |  |  |                        |  |  |                       |  |
|                                       |                        | Ernesto Augusto III di Brunswick      | Thyra di Danimarca                                    |  |  |       |  |  |                        |  |  |                       |  |
| Federica di Hannover                  |                        | Ernesto Augusto III di Brunswick      |                                                       |  |  |       |  |  |                        |  |  |                       |  |
|                                       |                        | Vittoria Luisa di Prussia             | Guglielmo II di Germania                              |  |  |       |  |  |                        |  |  |                       |  |
|                                       |                        | Vittoria Luisa di Prussia             | Guglielmo II di Germania                              |  |  |       |  |  |                        |  |  |                       |  |
|                                       |                        | Vittoria Luisa di Prussia             | Augusta di Schleswig-Holstein-Sonderburg-Augustenburg |  |  |       |  |  |                        |  |  |                       |  |
|                                       |                        | Vittoria Luisa di Prussia             |                                                       |  |  |       |  |  |                        |  |  |                       |  |